# Willy De Clercq
Willy Clarisse Elvire Hector burggraaf De Clercq (Gent, 8 juli 1927 – aldaar, 28 oktober 2011) was een Belgisch liberaal politicus.

## Biografie
Willy De Clercq studeerde aan het Atheneum van Gent. Vervolgens werd hij in 1950 doctor in de rechten en in 1951 licentiaat in het notariaat aan de Rijksuniversiteit Gent. In 1951 werd hij advocaat aan de Balie van Gent en hij werd eveneens docent aan de faculteit landbouwwetenschappen van de RUG. Hoewel een succesvolle carrière in de advocatuur in het vooruitzicht lag, wenkte de politiek.
Tijdens zijn studententijd was De Clercq actief in het Liberaal Vlaams Studentenverbond. Eerst was hij secretaris, daarna van 1949 tot 1950 ondervoorzitter en vervolgens van 1950 tot 1951 voorzitter. In 1952 werd hij verkozen tot gemeenteraadslid van Gent, maar in oktober 1953 moest hij ontslag nemen wegens zijn legerdienst. Van 1971 tot 1979 was hij vervolgens opnieuw gemeenteraadslid van Gent. In 1976 was hij lijsttrekker in Gent en kreeg hij de meeste voorkeursstemmen, maar de PVV werd er naar de oppositie verwezen.
In 1957 werd hij lid van het hoofdbureau van het Liberaal Vlaams Verbond en adjunct-secretaris-generaal van de Liberale Partij, waardoor hij binnen de partijtop een belangrijke rol kreeg. Bovendien was hij van 1957 tot 1959 algemeen voorzitter van het Nationaal Verbond der Liberale Jeugd van België.
In september 1958 werd De Clercq na het ontslag van Henri Liebaert lid van de Kamer van volksvertegenwoordigers voor het arrondissement Gent-Eeklo, een functie die hij bleef uitoefenen tot januari 1985. Van 1965 tot 1966 was hij in de Kamer de voorzitter van de PVV-fractie. In de periode december 1971-oktober 1980 zetelde hij als gevolg van het toen bestaande dubbelmandaat ook in de Cultuurraad voor de Nederlandse Cultuurgemeenschap, die op 7 december 1971 werd geïnstalleerd. Vanaf 21 oktober 1980 tot januari 1985 was hij lid van de Vlaamse Raad, de opvolger van de Cultuurraad en de voorloper van het huidige Vlaams Parlement.
De Clercq kreeg al snel een ministerfunctie: van september 1960 tot maart 1961 was hij in de Regering-G. Eyskens III minister-staatssecretaris voor Begroting. In mei 1961 werd hij ondervoorzitter van de Liberale Partij, een functie die hij ook behield nadat de partij in november 1961 omgevormd werd tot de PVV. Van maart 1966 tot februari 1968 was De Clercq vicepremier en minister van Begroting in de Regering-Vanden Boeynants I.
Nadat PVV-partijvoorzitter Omer Vanaudenhove aftrad uit teleurstelling over de groeiende interne communautaire verdeeldheid in zijn partij, werd Willy De Clercq van september 1968 tot januari 1969 samen met Norbert Hougardy en Emile-Edgard Jeunehomme interim-partijvoorzitter van de PVV. Nadat Pierre Descamps verkozen werd tot de nieuwe partijvoorzitter, werd De Clercq in juni 1969 opnieuw ondervoorzitter.
In de volgende jaren viel de unitaire PVV uiteen en gingen de Vlaamse en Waalse liberalen een autonome koers varen. In mei 1971 werd de Vlaamse PVV gesticht, met Willy De Clercq als voorlopig voorzitter. Bijna een jaar later, in mei 1972, vond het stichtingscongres van de partij plaats, waarbij De Clercq officieel tot voorzitter werd verkozen. Hij bleef deze functie uitoefenen tot in januari 1973, toen de PVV toetrad tot de regering-Leburton en De Clercq vicepremier en minister van Financiën werd. Hij bleef minister van Financiën in de regeringen-Tindemans I, -II en -III, die tussen april 1974 en april 1977 België bestuurden. Vervolgens werd De Clercq in november 1977 opnieuw partijvoorzitter van de PVV, ditmaal tot in december 1981. Daarna was De Clercq van december 1981 tot januari 1985 vicepremier en minister van Financiën en Buitenlandse Handel in de Regering-Martens V. Daarnaast was hij ook voorzitter of lid van verscheidene internationale monetaire instanties en vrijmetselaar.
Op 6 januari 1985 verliet Willy De Clercq de nationale politiek en werd hij Europees Commissaris bevoegd voor Buitenlandse Betrekkingen en Handelspolitiek. Dezelfde dag werd hij tot minister van Staat benoemd. De Clercq bleef lid van de Europese Commissie tot januari 1989. Vervolgens werd hij van 1989 tot 2004 lid van het Europees Parlement, een functie die hij van 1979 tot 1981 ook uitoefende. Ook was De Clercq van 1981 tot 1985 en van 1990 tot 1995 voorzitter van de Partij van Europese Liberaal Democraten en Reformisten en vanaf 1995 voorzitter van de Europese Beweging België en voorzitter van de Unie Europese Federalisten België.
De Clercq was tevens voorzitter van de Statutaire Commissie van de VLD. In die hoedanigheid nam hij deel aan de beslissing om partijleden zoals Hugo Coveliers, die tegen het "cordon sanitaire" pleitten, uit de partij te zetten. Toch heeft De Clercq zichzelf als een tegenstander van het "cordon sanitaire" geprofileerd en zou hij volgens sommige journalisten zelf uit de partij moeten gezet worden. De Clercq wordt min of meer beschouwd als de politieke peetoom van Guy Verhofstadt, die hem in 1985 opvolgde in de Kamer.
Hij was tevens voorzitter van de raad van bestuur van chemiebedrijf UCB en bestuurder van verzekeraar Royale Belge.
In 2006 werden De Clercq en zijn vrouw Fernande Fazzi verheven tot de erfelijke adel en benoemd tot burggraaf en burggravin. In januari 2007 viel De Clercq in zijn woning van de trap, waarbij hij ernstig gewond raakte aan zijn hoofd. Hij leed hierna aan geheugenverlies en was daardoor niet langer in staat om voor zichzelf te zorgen, zodat hij werd opgenomen in een verpleegtehuis. Na een slepende ziekte overleed hij op 84-jarige leeftijd. Op 5 november 2011 vond zijn staatsbegrafenis met militair eerbetoon plaats in het crematorium Westlede in Lochristi.
De Clercq is vader van drie kinderen; Yannick, Alexis en Marian. Zijn zoon Yannick De Clercq werd onder meer regeringscommissaris bij de Universiteit Gent en het UZ Gent. Yannick is de vader van Mathias De Clercq, die in de politieke voetsporen van zijn grootvader trad.

## In populaire cultuur
Net als andere Belgische politici komt De Clercq een aantal keren voor in de stripreeks Nero van Marc Sleen.
In de satirische strip Pest in 't Paleis (1983) door Guido van Meir en Jan Bosschaert werd De Clercq gekarikaturiseerd als "Willem de Vlerk", een inhalig politicus gespecialiseerd in aflatenhandel.